# 宇宙のはるか
「宇宙のはるか」（うちゅうのはるか）は、松山千春が2001年10月21日にリリースした50枚目のシングルである。

## 解説
カップリング曲の「です。」は、ハウス食品『北海道シチュー』のCMソングとして使用された。

## 収録曲
| 全作詞・作曲: 松山千春、全編曲: 夏目一朗。 |                                        |          |            |      |
| #                                          | タイトル                               | 作詞     | 作曲・編曲 | 時間 |
| 1.                                         | 「宇宙のはるか」                       | 松山千春 | 松山千春   | 5:11 |
| 2.                                         | 「です。」                             | 松山千春 | 松山千春   | 3:52 |
| 3.                                         | 「宇宙のはるか」(オリジナル・カラオケ) | 松山千春 | 松山千春   | 5:10 |
| 合計時間:                                  | 合計時間:                              | 14:13    |            |      |